# Fernerkundungsdaten
Fernerkundungsdaten sind digitale Informationen, die durch Satelliten, Flugzeuge oder Drohnen von der Erdoberfläche gewonnen wurden, also einen direkten Geobezug haben. 
Die durch die Fernerkundung gewonnenen Primärdaten werden mit Hilfe von digitaler Bildverarbeitung und daraus entstehenden Sekundärdaten in ein- und mehrfarbige Bilder oder Landkarten umgewandelt. Seltener liegen Daten als Zahlenwerte in Tabellenform vor. 

## Technische Klassifizierung
- Auflösungsvermögen (abgetastete Fläche z. B. MMS: 185,2 km × 474 m)
  - Pixelauflösung (die von 1 Pixel integrierte Fläche, z. B. SPOT-PAN: 10 m × 10 m)
- Spektrale Auflösung (in welchem Wellenbereich erfolgt die Abtastung z. B. blaues Licht)
- Radiometrische Auflösung (Anzahl der Informationen in bit z. B. SPOT-HRV: 8 bit)
- Thermale Auflösung (Fähigkeit, Temperaturdifferenzen zu erkennen)
- Zeitliche Auflösung (Wiederüberflug des Gebietes z. B. Landsat 1: 18 Tage)

## Plattformen
- IKONOS
- KOSMOS (militärisch)
- Landsat
  - Landsat 1-3_MSS
  - Landsat 4-5 TM
  - Landsat 7 ETM+
- TERRA
  - ASTER
  - MODIS
- SPOT (Satellite Pour l'Observation de la Terre)
- NOAA
- Meteosat
- QuickBird
- Space Shuttle
  - Shuttle Radar Topography Mission (SRTM)
- HYMAP
- Höhenplattform

## Passive Aufnahmesysteme
- Multispektralabtaster (MSS)
- Thematic Mapper (TM)
- Enhanced Thematic Mapper (ETM+)
- ASTER
- Modular Optoelektronik Multispectral Scanner (MOMS)

## Aktive Aufnahmesysteme
- Synthetic Aperture Radar (SAR)

## Bildinterpretation
Ein wichtiger Bereich der Fernerkundungsdaten ist die Interpretation der gewonnenen Daten. Beispiele dafür finden sich unter:
- Visuelle Interpretation
- Automatische Klassifikation
- Höhenmodelle

## Public-Domain-Datenquellen
Zahlreiche staatliche Agenturen, stellen die mit öffentlichen Geldern gewonnenen Daten der Öffentlichkeit zur Verfügung.

### SRTM-Daten
Siehe SRTM-Daten

### LANDSAT-Daten (älter)
Das Earth Science Data Interface (ESDI) der Global Land Cover Facility (GLCF) an der University of Maryland bietet ältere, aber vollständige Datensätze in voller Auflösung:
1. Landsat Orthorectified ETM+ vollständige Datensätze
2. Landsat Orthorectified TM vollständige Datensätze
3. Landsat 1-3 MSS  Full data vollständige Datensätze

- Link zum ESDI der GLCF

Hinweis: information are in the public domain. 

### LANDSAT-Daten (neu)
Der USGS Global Visualization Viewer bietet neueste Vorschauansichten in stark verringerter Auflösung folgender Produkte:
1. Landsat 4-5 MSS 1000m & 480m
2. Landsat 1-3 MSS 1000m & 480m
3. Landsat Orthorectified ETM+ 1000m & 240m
4. Landsat Orthorectified TM  1000m & 480m

- Link zum USGS-GVV

Hinweis: USGS-authored or produced data and information are in the public domain. 

### SPOT-Daten
Ebenfalls vom USGS werden gute Bilder mit einer Auflösung von ≈15 m aus älteren SPOT-Daten angeboten:
- Link zur USGS-Geospatial Engine

Hinweis: USGS-authored or produced data and information are in the public domain. 